# Брусно (Західнопоморське воєводство)
Брусно (пол. Brusno) — село в Польщі, у гміні Полчин-Здруй Свідвинського повіту Західнопоморського воєводства.
Населення — 319 осіб (2011).

## Демографія
Демографічна структура станом на 31 березня 2011 року:
|          | Загалом | Допрацездатний вік | Працездатний вік | Постпрацездатний вік |
| -------- | ------- | ------------------ | ---------------- | -------------------- |
| Чоловіки | 155     | 25                 | 121              | 9                    |
| Жінки    | 164     | 30                 | 93               | 41                   |
| Разом    | 319     | 55                 | 214              | 50                   |